# Sericulus bakeri
El pergolero de los Adelbert (Sericulus bakeri) es una especie de ave paseriforme de la familia Ptilonorhynchidae endémica del noreste de Nueva Guinea.